# Elecciones presidenciales de Filipinas de 1935
Las elecciones presidenciales de Filipinas de 1935 tuvieron lugar el 16 de septiembre, junto a las elecciones parlamentarias. Se celebraron en la Mancomunidad Filipina, un protectorado de los Estados Unidos, luego de que el líder nacionalista Manuel L. Quezón consiguiera que se iniciara una transición hacia la independencia que debía durar diez años (1936-1946). Fue, sin embargo, la cuarta elección desde la promulgación de la Ley Tydings-McDuffie que permitiría dicha transición.
El presidente del Senado Manuel Luis Quezón obtuvo una amplia victoria contra el expresidente Emilio Aguinaldo. Su victoria en las elecciones se debió en gran parte a las maquinaciones políticas débiles de sus rivales. Otro candidato fue Gregorio Aglipay, fundador y obispo supremo de la Iglesia Filipina Independiente. Pascual Racuyal, un mecánico de profesión, también se postuló para presidente como independiente. El compañero de fórmula de Quezón, el vicepresidente del Senado Sergio Osmeña obtuvo una victoria aún más amplia para ser vicepresidente de Filipinas.

## Resultados

### Presidenciales
Quezón triunfó en casi todas las provincias, excepto en la provincia de origen de Aguinaldo, Cavite, y en la de Aglipay, Ilocos Norte. Aguinaldo mostró fuerza inicialmente en las provincias de Bicol en los primeros resultados, pero Quezón finalmente triunfó en aquella región. Aglipay también estuvo por triunfar en Nueva Vizcaya, pero los Nacionalistas se impusieron. Osmeña también llevó a todas las provincias excepto Cavite, en la que Melliza ganó por un margen muy estrecho. La hazaña de Osmeña es inigualable hasta la fecha.
Mientras que Aglipay aceptó rápidamente los resultados, Aguinaldo denunció manipulaciones electorales. Los seguidores de Aguinaldo no solo trataron de perturbar la toma de posesión de Quezón y Osmeña, sino que hasta se organizó un intento de asesinato contra ellos, sin éxito.
| Candidato            | Candidato            | Partido                     | Votos     | %       |
| -------------------- | -------------------- | --------------------------- | --------- | ------- |
|                      | Manuel L. Quezón     | Partido Nacionalista        | 695.332   | 67.99%  |
|                      | Emilio Aguinaldo     | Partido Nacional Socialista | 179.349   | 17.54%  |
|                      | Gregorio Aglipay     | Partido Republicano         | 148.010   | 14.47%  |
|                      | Pascual Racuyal      | Independiente               | 158       | 0.00%   |
|                      |                      |                             |           |         |
| Total                | Total                | Total                       | 1.021.445 | 100%    |
|                      |                      |                             |           |         |
| Votos válidos        | Votos válidos        | Votos válidos               | 1.021.445 | 98.89%  |
| Votos en total       | Votos en total       | Votos en total              | 1.022.547 | 63.91%  |
| Votantes registrados | Votantes registrados | Votantes registrados        | 1.599.981 | 100.00% |

### Vicepresidenciales
| Candidato            | Candidato            | Partido                        | Votos     | %       |
| -------------------- | -------------------- | ------------------------------ | --------- | ------- |
|                      | Sergio Osmeña        | Partido Nacionalista           | 812,352   | 86.93%  |
|                      | Raymundo Melliza     | Partido Nacional Socialista    | 70,899    | 7.59%   |
|                      | Norberto Nabong      | Partido Comunista de Filipinas | 51,443    | 5.50%   |
|                      |                      |                                |           |         |
| Total                | Total                | Total                          | 934.128   | 100%    |
|                      |                      |                                |           |         |
| Votos válidos        | Votos válidos        | Votos válidos                  | 934,128   | 91.5%   |
| Votos anulados       | Votos anulados       | Votos anulados                 | 87.317    | 8.5%    |
| Votos en total       | Votos en total       | Votos en total                 | 1.022.547 | 63.91%  |
| Votantes registrados | Votantes registrados | Votantes registrados           | 1.599.981 | 100.00% |